# Euryopis dentigera
Euryopis dentigera är en spindelart som beskrevs av Simon 1879. Euryopis dentigera ingår i släktet Euryopis och familjen klotspindlar. Inga underarter finns listade i Catalogue of Life.